# Reserva natural Bahía Blanca, Bahía Falsa y Bahía Verde
La Reserva Natural Bahía Blanca, Bahía Falsa y Bahía Verde se encuentra ubicada al sudoeste de la Provincia de Buenos Aires, frente a la ciudad de Bahía Blanca y a unos 650 km de Buenos Aires, capital de Argentina. Esta reserva fue fundada en abril de 1998, con el objetivo de preservar la virginidad de la región y de realizar diversas actividades científicas.
La superficie comprendida por la reserva abarca las islas Zuraitas, Bermejo, Trinidad, Embudo, Wood, Ariadna e islotes adyacentes, en un área de poco más de 300.000 ha, mientras que la superficie complementaria de bancos y agua suma 1.800.000 ha.
Este ambiente se formó hace unos 7000 años. Los canales más amplios y profundos, como Embudo y Bermejo, permiten ser navegados por embarcaciones de mediano tamaño. La reserva posee una diversa fauna y flora acuática y terrestre. Los peces constituyen un valioso recurso económico y turístico.
En una de las islas se encuentra una posada con capacidad para varias personas donde es posible alojarse con todos los servicios incluidos.